# Paco Jiménez "Paquito"
Paquito o Paco Jiménez (Francisco Jiménez Mejías: Madrid, 26 de abril de 1935-ibídem, 16 de octubre de 1991) fue un tocaor flamenco criado en el castizo barrio de Chamberí, Madrid.
Perteneció a innumerables compañías musicales, una de ellas fue "Los chavalillos de España", quizá una de las primeras compañías musicales del país.
Ya desde una temprana edad dio sus primeros pasos con una guitarra, comenzando así su aprendizaje en este arte. A la edad de 16 años ingresó en su primera compañía, que le hizo viajar por toda España y parte de Europa, y conocería por el camino a todo tipo de personas, incluyendo grandes artistas de la época.
Años después, su manejo de la guitarra y su conocimiento de todo los palos flamencos le hizo posible ingresar en la compañía llamada "Los chavalillos de España", con artistas de renombre, como por ejemplo Lina Morgan y Paco Manzano.
También trabajo con María Jiménez durante muchos años, haciendo que el dulce sonido de su guitarra retumbara de nuevo por diversas emisoras de radio de aquel entonces.
En 1973 se casó con Anita Bonachera, una andaluza que conoció durante una de sus giras por la geografía española. Tendrían tres hijos.
Entre 1976 y 1978 intérprete de la música compuesta por Antón García Abril para los capítulos de la Serie de TVE Curro Jiménez
Pocos años después, Paquito dejó el mundo del espectáculo para dedicarse a su familia y empezó a dar clases particulares. Grandes artistas de ayer y de hoy pasaron por sus manos.
En 1991 falleció en Madrid debido al cáncer que padecía y diversas patologías.